# Monte Hamiguitan
O Monte Hamiguitan é uma montanha localizada na província de Davao Oriental, nas Filipinas. Tem 1620 metros de altitude. A montanha e seus arredores tem uma vida selvagem muito diversa do país, incluindo vários Nepenthes endêmicos da região. A montanha tem uma área de floresta protegida de aproximadamente 2.000 hectares com algumas espécies endêmicas e raras de flora e fauna.
O Monte Hamiguitan e seus arredores foram declarados como parque nacional e santuário da vida selvagem em 2003.

## Geografia
O Monte Hamiguitan localiza-se na província da Davao Oriental, na porção sudeste da ilha de Mindanao, Filipinas. A sua área engloba territórios nas cidades de Mati, San Isidro e Governador Generoso.

## Flora

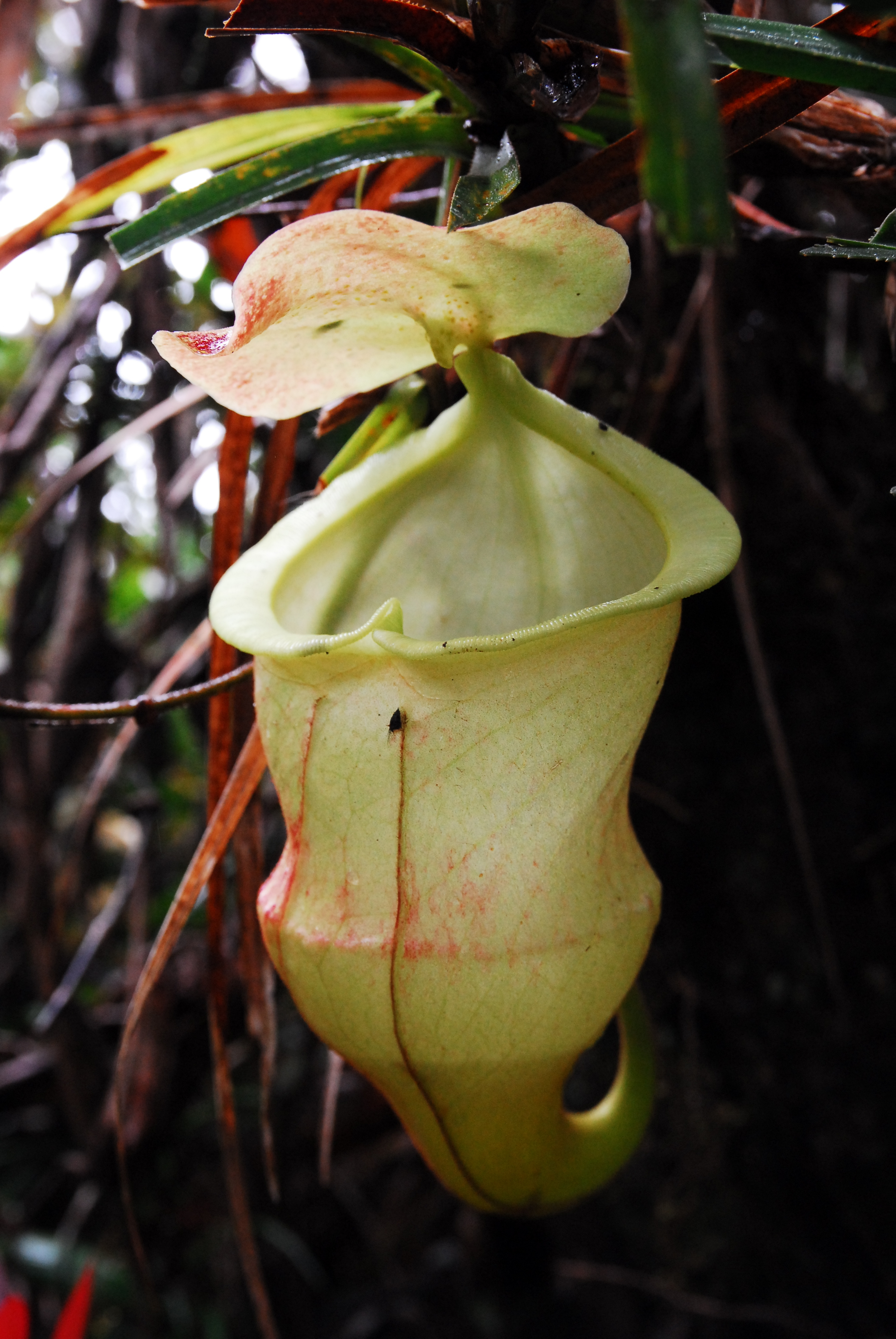
Nepenthes hamiguitanensis

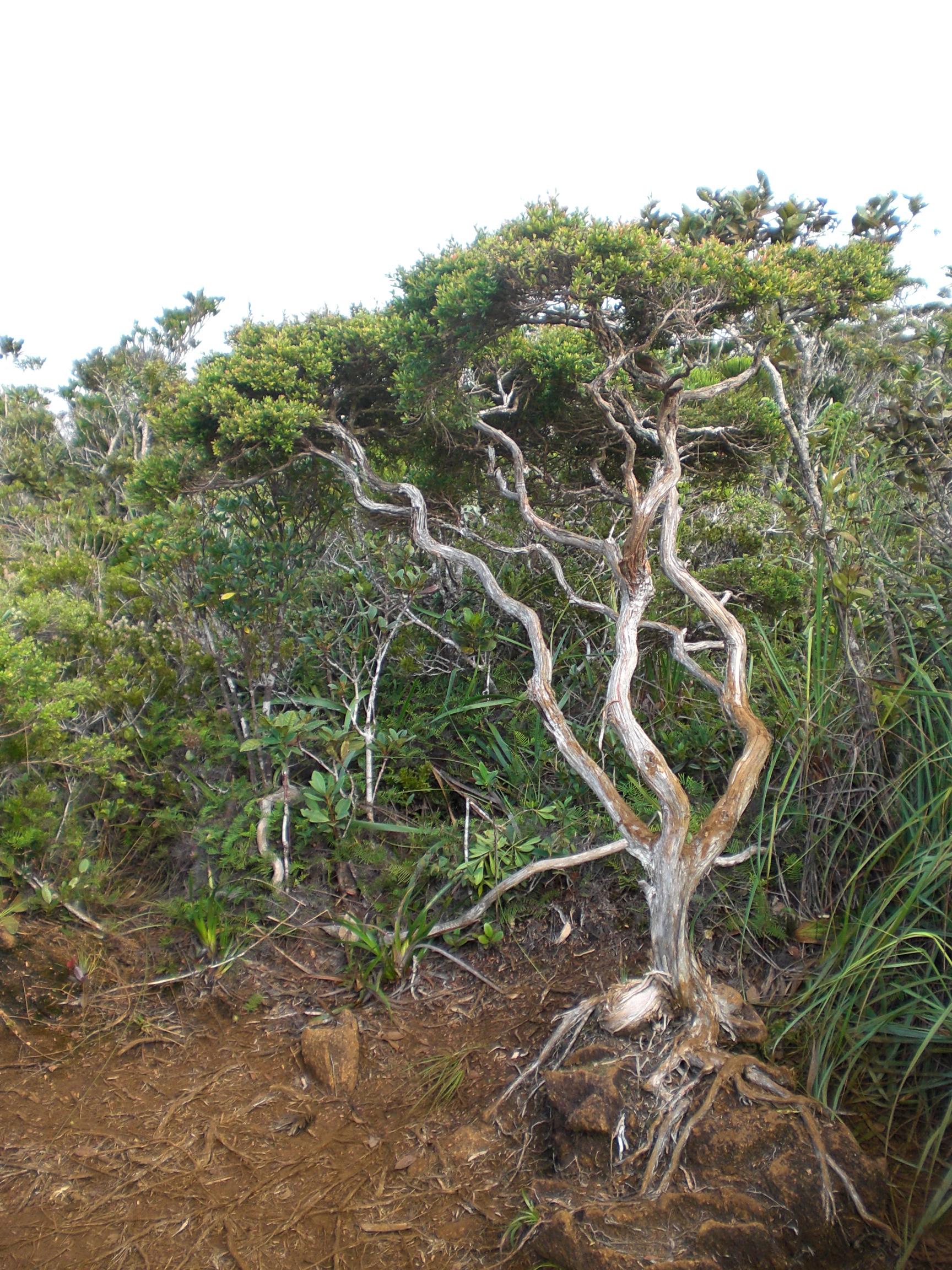
Árvore crescendo na floresta anã do Monte Hamiguitan

Um inventário das espécies florias da montanha e vizinhança evidencia uma vasta quantidade de espécies de floresta de montanhas (462 espécies), floresta de Dipterocarpaceae (338 espécies), floresta nublada (246 espécies) e floresta de agro-sistema (246 espécies). Algumas das plantas comumente encontradas:
- Leptospermum flavescens
- Wendlandia nervosa
- Tristaniopsis micrantha
- Dacrydium elatum
- Calophyllum blancoi
- Symplocos polyandra
- Agathis philippinensis
- Elaeocarpus verticillatus
- Patersonia lowii
- Astronia lagunensis
- Nepenthes alata[5]
- Nepenthes hamiguitanensis[6]
- Nepenthes micramphora[5]
- Nepenthes mindanaoensis[5]
- Nepenthes peltata[5]
- Schizaea inopinata
- Schizaea malaccana
- Paphiopedilum ciliolare
- Dipodium paludosum
- Epigeneium
- Dendrochilum longilabre
- Dendrochilum tenellum
- Dendrochilum
- Macodes petola
- Coelogyne chloroptera
- Bulbophyllum
- Appendicula
- Gleichennia hirta
- Drimys piperita
- Hydnophyton

## Fauna
A União Internacional para Conservação da Natureza (IUCN) listou 11 espécies como ameaçadas. O Conselho Filipino para Agricultura, Florestas e Recursos Naturais e Desenvolvimento relatou cinco espécies ameaçadas, 27 espécies raras, 44 espécies endêmicas e 59 espécies economicamente importantes. Algumas das mais comumente encontradas:
- Pithecophaga jefferyi - Águia Filipina
- Acerodon jubatus - Raposa Voadora de Coroa Dourada Gigante
- Hipposideros obscurus - Morcego das Florestas Filipinas
- Tarsius syrichta - Társio Filipino
- Sus philippensis - Porco Selvagem Filipino
- Cervus mariannus - Cervo Marrom Filipino
- Haplonycteris fischeri - Morcego frutívoro Pigmeu de Fischer
- Paradoxurus hermaphroditus - Civeta de Palma da Ásia
- Phapitreron cinereiceps - Pomba Marrom Tawitawi
- Penelopides panini
- Aethopyga primigenius
- Mimizuku gurneyi

## UNESCO
O Monte Hamiguitan foi incluído na lista de patrimônio Mundial da UNESCO por "ser habitat terrestre e aquático de uma série de espécies de flora e fauna, algumas ameaçadas, sendo que oito habitam somente esta região."